# Kalyke (Mythologie)
Kalyke (altgriechisch Καλύκη Kalýkē) ist eine Figur der griechischen Mythologie.
Sie ist die Tochter des Aiolos und der Enarete. Mit ihrem Gemahl Aethlios hatte sie einen Sohn, Endymion.